# Nicola Costantino
Nicola Costantino (Bari, 24 aprile 1951) è un ingegnere e dirigente pubblico italiano.
Autore di diverse pubblicazioni e saggi a tema economico e gestionale è stato rettore del Politecnico di Bari fino al 24 giugno 2013, data delle sue dimissioni. Dal gennaio 2014 al 15 gennaio 2016 è amministratore unico dell'Acquedotto Pugliese.

## Biografia accademica
Nicola Costantino si laurea con lode nel 1975 in ingegneria elettrotecnica all'Università degli Studi di Bari. 
Diventa quindi assistente e professore a contratto di Economia ed Organizzazione aziendale. 
Nel 1987 è professore associato di ingegneria economico-gestionale presso l'Università di Salerno e dal 1991 esercita presso il Politecnico di Bari ove dal 2002 è ordinario nella I Facoltà di Ingegneria. Il 1º ottobre 2009 è stato eletto rettore del Politecnico.
Nicola Costantino è inoltre:
- Visiting professor al Worcester Polytechnic Institute del Massachusetts
- Certified Cost Engineer dell'International Cost Engineering Council (ICEC) dal 1996
- Fellow del Royal Institution of Chartered Surveyors dal 2006

## Biografia dirigenziale
Dal 1975 al 1987 si è dedicato, come dirigente e direttore tecnico di ingegneria civile, alla cura di opere quali la centrale termoelettrica di Brindisi sud, le sedi di Telecom Italia a Bari, Taranto e Foggia, la torre per telecomunicazioni ASST di Altamura, il centro di meccanizzazione postale di Lecce e la Cittadella della Polizia di Bari.
Il 20 gennaio 2014 è stato nominato dall'assemblea dei soci amministratore unico dell'Acquedotto Pugliese. Il 15 gennaio 2016 ha rassegnato le proprie dimissioni in seguito alle polemiche suscitate dall'adozione di una delibera con cui veniva varato l'aumento della tariffa idrica per il 2016.

## Pubblicazioni
- Costantino è autore o coautore di oltre 80 pubblicazioni[4] su riviste nazionali ed internazionali sui temi del construction management e del supply chain management.
- Nicola Costantino e Marco Costantino, E se lavorassimo troppo?, collana Saggine, Donzelli Editore, 2012, ISBN 978-88-6036-703-7.
- Nicola Costantino, Abbondanza, per tutti. Contro la scienza triste della scarsità, collana Saggine, Roma, Donzelli Editore, 2014, ISBN 978-88-6843-068-9.